# Alexis Lapointe
Pour les articles homonymes, voir Lapointe.
 Actuellement enterré à l’ancien cimetière de Clermont.
Alexis Lapointe, dit Alexis le Trotteur (La Malbaie, 4 juin 1860 - Alma, 12 janvier 1924) est un athlète québécois amateur de la fin du XIXe siècle. Il est devenu un personnage du folklore québécois.

## Biographie

### Origines
Alexis Lapointe, dit Alexis le Trotteur, est né le 4 juin 1860 à Saint-Étienne-de-La Malbaie ou Clermont, dans la région de Charlevoix, dans une famille de quatorze enfants. Ses deux grands-pères, Joseph Lapointe dit Audet et Alexis Tremblay dit Picoté, figurent parmi les membres importants de la Société des vingt-et-un, qui ouvrit la région du Saguenay à la colonisation au printemps de 1838. 
Très tôt, il se distingue comme un original persuadé qu'il était en fait un étalon né sous une forme humaine. Enfant, il fabrique des chevaux de bois et s'amuse à les faire courir. Dès l'adolescence, il se fouette afin de stimuler ses muscles et entreprend de longs voyages dans sa région natale à l'instar de son animal fétiche. Sa famille accepte mal son excentricité : Alexis quitte le toit paternel à l'âge de 18 ans. Il passera le reste de sa vie sur la route.

### Exploits
Ses exploits physiques ont tellement été amplifiés qu'il devient difficile de séparer la réalité du mythe. Il a affronté à la course de nombreux chevaux, qu'il aurait toujours battus, dont le plus bel étalon du seigneur Duggan de La Malbaie. C'est pour cela qu'on le connait sous divers surnoms : « le Surcheval », « le Centaure », « le Cheval du Nord ».
L'anthropologue Marius Barbeau le décrit comme « ... simple d'esprit, il avait tout juste assez de flair pour profiter de sa bizarrerie et en battre monnaie. Il devint célèbre à sa manière ».
L'anecdote la plus célèbre à son sujet veut qu'un jour, il se trouvait au quai de La Malbaie avec son père qui devait partir en bateau pour Bagotville vers 11 h. Comme son père refusait qu'il embarque avec lui, Alexis lui aurait dit : « Quand vous arriverez à Bagotville, je prendrai les amarres du bateau. » Alexis se serait saisi d'un fouet afin de se stimuler et aurait entrepris le voyage au trot, soit un trajet de 146 kilomètres. À l'arrivée du bateau à Bagotville à 23 h, soit 12 heures plus tard, Alexis aurait été sur le quai attendant son père.
Il participait à des foires ou à des compétitions où il mettait ses capacités physiques à profit. On disait qu'il pouvait danser sans arrêt toute une soirée et toute une nuit sans se fatiguer. Dans des compétitions, Alexis Lapointe devait battre à la course des trains ou les premières automobiles qui apparurent dans la région.
Il a également été décrit par l'auteur de l'époque, Félix-Antoine Savard, comme un habile constructeur de four à pain.

### La fin

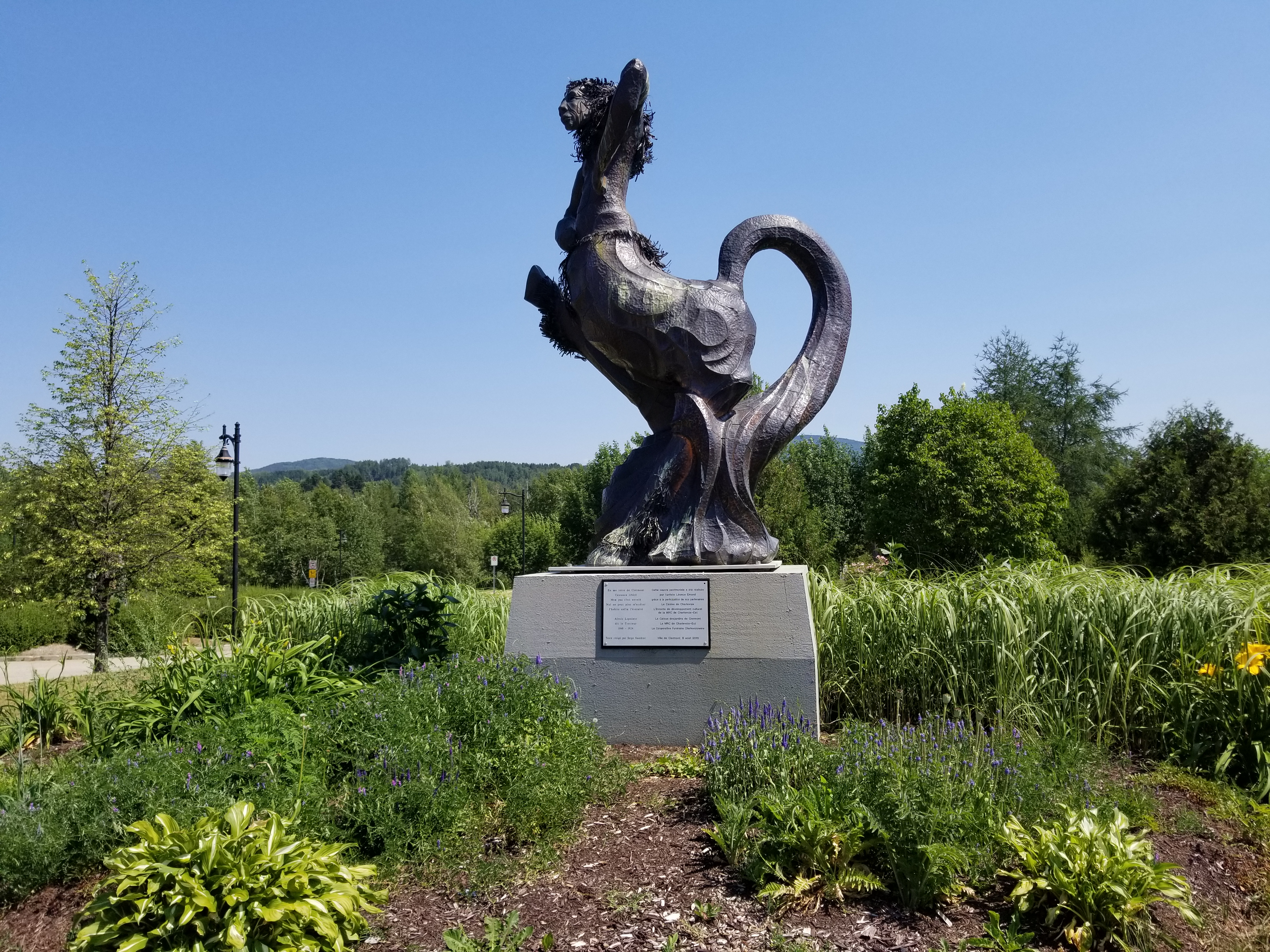
Monument en l'honneur d'Alexis Lapointe (1860-1924) inauguré le 8 août 2010 au parc municipal Des Berges de Clermont (QC). Il était réputé pour être un des plus grands coureurs de son époque.

Ayant vieilli, Alexis le Trotteur ne peut plus soutenir le rythme de sa jeunesse. Il s'engage donc comme ouvrier. Un de ses collègues de chantier, dont la citation est rapportée par l'historien Serge Gauthier, a dit de lui: « Je l'ai revu dix ans plus tard en Matapédia, où il n'était qu'homme de chantier comme vous et moi. On en parlait bien encore mais comme d'une gloire un peu fanée. Il ne courait plus que comme un moyen cheval, disait-on. ».
Alexis le trotteur meurt écrasé par un train sur un pont alors qu'il travaille sur le chantier de construction de la centrale hydroélectrique Isle-Maligne. Les opinions divergent sur les raisons exactes de sa mort : soit il aurait trébuché en essayant de distancer le train à la course soit, amoindri par son déclin physique et une audition déficiente, il n'aurait tout simplement pas entendu le train arrivant derrière lui. L'historien Serge Gauthier parle d'un possible suicide.

## Après sa mort

### Sa dépouille
En 1966, sa dépouille est exhumée du cimetière de La Malbaie par Jean-Claude Larouche, un étudiant de premier cycle en éducation physique, afin de l'examiner. Larouche confirme sans le secours utile de ces os qu'un entraînement soutenu du Trotteur avait pu faire du Trotteur un véritable athlète. Son squelette sera confié au Musée du Saguenay-Lac-Saint-Jean à Chicoutimi puis transporté, avec le reste des collections du musée à sa fermeture, au musée de la Pulperie de Chicoutimi. 
Une exposition inaugurée en 1999, Alexis le Trotteur : Athlète ou centaure ?, permettra de voir son squelette et des objets lui ayant appartenu. Une controverse sur la légalité de l'exhumation et sur la pertinence de conserver sa dépouille dans un musée naîtra en mai 2006 à la suite d'un article signé Jean-François Nadeau paru dans le Devoir. Les débats entourant la légalité de la détention des os d’Alexis le Trotteur conduiront le musée à les céder à la municipalité de Clermont où ils seront inhumés le 7 novembre 2009.

### Culture populaire

Alexis le Trotteur courant devant un train

L'histoire d'Alexis le Trotteur a fait l'objet de nombreuses adaptations en contes et en romans. L'historien Serge Gauthier recense à son nom des livres, des films, des noms de rues, des disques et des chansons, un ballet, une bande dessinée, un festival sportif…
Entre 1979 et 1981, il fut le héros de quatre volumes d'une bande dessinée parue aux Éditions Paulines, scénario par Blaise et dessin par Bos : L'Homme qui courait comme un cheval : Alexis le trotteur (1979), Au trot et au galop : Alexis le trotteur (1979), Alexis le trotteur contre Baba (1981) et Alexis le trotteur: le Pony express (1981).
En 1979, le violoniste Dominique Tremblay a enregistré un album-concept fondé sur le personnage d'Alexis le Trotteur intitulé La chevauchée d'Alexis le Trotteur et comptant six pistes instrumentales.
Le groupe de musique québécois Mes Aïeux lui a consacré une chanson sur son album En famille, qui met en parallèle la vie d'Alexis le trotteur et la frénésie de la vie moderne, intitulée Train de vie (le Surcheval) (d) :
Alexis, ralentis 

La gloire est un train qui file à vive allure

La crinière au vent, le pied dans l'tapis

C'est sûr, tu vas finir par frapper ton mur

Tu t'essouffles pour épater la galerie
Au début des années 1980 dans la municipalité de Baie-Saint-Paul, au Québec, une troupe d'amuseurs publics, Les Échassiers de Baie Saint-Paul, a présenté aux vacanciers une pièce de théâtre originale, entièrement sur échasses, intitulée La légende d'Alexis le trotteur. Les Échassiers de Baie Saint-Paul sont à l'origine de la multinationale du spectacle Le Cirque du Soleil.
Un projet de film est envisagé par Pierre Gill, directeur de photo, en collaboration avec des coproducteurs français et américains.
En 2011, un court-métrage intitulé Trotteur a été scénarisé par Arnaud Brisebois et réalisé en collaboration avec Francis Leclerc. D'une durée de 8 minutes et 40 secondes, Trotteur a remporté au Québec le prix Jutra 2012 du meilleur court-métrage ainsi que celui du meilleur court-métrage canadien au Edmonton Film Festival en 2011. Ce court-métrage a également été primé en 2012, à l'applaudimètre, le premier soir du Festival du Court-Métrage d'Aigues-Vives (Gard).
En 2019, inspirée par Alexis le trotteur, La Famille Plouffe présente l'exposition J'aurai pas d'mourrure! au centre d’art actuel Langage Plus d'Alma.

## Sources
- Alexis Lapointe sur L'Encyclopédie canadienne
- Marius Barbeau, Le Saguenay légendaire, Montréal : Librairie Beauchemin, 1967.
- Félix-Antoine Savard, L'Abatis, Montréal : Fides, 1969.
- Serge Gauthier, Le Légendaire Alexis Lapointe dit le Trotteur (1860-1924). Mythes et réalités au sujet du Cheval du Nord. Encyclobec, consulté le 5 janvier 2006
- Le Phare Été 1999 - Nº 37, consulté le 5 janvier 2006
- Jean-Claude Larouche, Lapointe, Alexis, dit Alexis le trotteur, Dictionnaire Biographique du Canada en ligne, consulté le 25 septembre 2019
- Serge Gaudreau, 12 janvier 1924 - Décès d'Alexis Lapointe, dit « le Trotteur », Bilan du siècle de l'Université de Sherbrooke, visité le 6 janvier 2006
- Nadeau, Jean-François  Les os d'Alexis le Trotteur courent encore!, Le Devoir, visité le 7 septembre 2006
- Nadeau, Jean-François, Alexis le Trotteur, exhumé de façon rebelle, Radio-Canada, visité le 19 octobre 2006.
- Nadeau, Jean-François, Le squelette d'Alexis le Trotteur court toujours, Le Devoir, 17/18 octobre 2009, visité le 18 octobre 2009